# Antoine Germa
 (juin 2023).
Si vous disposez d'ouvrages ou d'articles de référence ou si vous connaissez des sites web de qualité traitant du thème abordé ici, merci de compléter l'article en donnant les références utiles à sa vérifiabilité et en les liant à la section « Notes et références ».
Antoine Germa est un scénariste et auteur français né a Paris le 21 juillet 1973. Il réside à Brescia en Italie où il meurt le 19 août 2023.

## Biographie
Agrégé d'histoire, il a enseigné dix ans au lycée Alfred Nobel de Clichy-sous-Bois en Seine Saint Denis, avant de produire des documentaires radio pour France Culture et d'être chroniqueur et reporter sur France Inter. Il est chargé de programmation depuis 2000 au Forum des Images de Paris. Il a été l'auteur d'une pièce pour la danse : Le Paradis des autres (2018, Compagnie Carna) 
Scénariste, il a écrit pour le cinéma, des courts et des longs métrages de fiction, avec et pour, entre autres, Nader T. Homayoun et Francis Reusser Il est aussi coauteur de documentaires réalisés par Raphael Lewandowski et Hendrick Dussolier. Il se spécialise dans les œuvres de non-fiction. il est ainsi co auteur d'un long-métrage d'animation "Jungle Rouge", réalisé par le Colombien Juan José Lozano. Il est aussi coauteur de "Camarades" réalisé par Olivier Patté. Il est co-scénariste des films "Vie et destin du Livre noir" (première diffusion 13 décembre 2020, France 5) et de "Moissons sanglantes. 1933, la famine en Ukraine" (projection 9 novembre 2022 à la Bpi) réalisés par Guillaume Ribot.    
En 2011, il est avec l'historienne Evelyne Patlagean et Benjamin Lellouch, le directeur de l'ouvrage collectif "Les Juifs dans l'Histoire : De la naissance du judaïsme au monde contemporain", publié aux éditions Champ Vallon, une somme historique regroupant une trentaine de spécialistes aussi bien français qu'étrangers. Il a coordonné en outre le numéro 195 de la Revue d'histoire de la Shoah (« les écrans de la Shoah », n° 195, RHS).